# Nogueira (Ribas del Sil)
Nogueira (llamada oficialmente Nosa Señora das Neves de Nogueira) es una parroquia y una aldea española del municipio de Ribas del Sil, en la provincia de Lugo, Galicia.

## Geografía
Se encuentra en el margen izquierdo del río Sil, con el que limita por el norte. Limita con las parroquias de Aguasmestas y Nocedo (Quiroga) al norte, Rairos y Ribas del Sil al este, Villardá (Río) al sur, y Torbeo al oeste.

## Organización territorial
La parroquia está formada por cuatro entidades de población:
- Barreiro (O Barreiro)
- Castro de Baixo (Castro de Abaixo)
- Nogueira
- Vilariño

## Demografía

### Parroquia
| Gráfica de evolución demográfica de Nogueira (parroquia) entre 2000 y 2023 |
|                                                                            |
| Datos según el nomenclátor publicado por el INE.                           |

### Aldea
| Gráfica de evolución demográfica de Nogueira (aldea) entre 2000 y 2023 |
|                                                                        |
| Datos según el nomenclátor publicado por el INE.                       |